# Општина Хелеђу (Бакау)
Хелеђу (рум. Helegiu) општина је у Румунији у округу Бакау.
Oпштина се налази на надморској висини од 338 m.